# Sherjill Mac-Donald
Sherjill Mac-Donald, né le 20 novembre 1984 à Amsterdam, est un footballeur néerlandais. Il évolue actuellement au Almere City FC comme attaquant.

## Biographie
Le 24 juillet 2012, Mac-Donald rejoint la MLS, en signant comme "joueur désigné", avec le Fire de Chicago.
En août 2013, il signe en faveur du club belge du KVC Westerlo.

## Palmarès
- Champion de Belgique en 2004 avec le RSC Anderlecht
- Champion des Pays-Bas de D2 en 2005 avec l'Heracles Almelo
- Champion d'Angleterre de D2 en 2008 avec West Bromwich Albion